# Davide De Cassan
Davide De Cassan, né le 4 janvier 2002 à Riva del Garda, est un coureur cycliste italien.

## Biographie
Davide De Cassan est originaire de Riva del Garda, une commune située dans le Trentin-Haut-Adige. Passionné de cyclisme, il prend sa première licence vers l'âge de treize ans au club Bike Store Costermano,. Dans un premier temps, il se consacre au VTT. Il délaisse toutefois rapidement cette discipline pour privilégier la route.
En catégorie junior, il évolue au sein de l'US Ausonia CSI Pescantina, présidé par l'ancien professionnel Nicola Chesini. Il intègre ensuite l'équipe continentale Friuli ASD en 2021 pour ses débuts espoirs. Bon grimpeur, il se classe troisième de la dernière étape du Tour de la Vallée d'Aoste. L'année suivante, il prend la troisième place de Bassano-Monte Grappa. Il brille par ailleurs dans des courses inscrites au calendrier de l'UCI en terminant quatrième du Gran Premio Palio del Recioto et du Giro del Medio Brenta, septième de la Carpathian Couriers Race et de la Ruota d'Oro, neuvième du Tour de la Vallée d'Aoste ou encore dixième du Tour de Slovaquie.
Lors de la saison 2023, il s'impose sur le GP Gorenjska. Tout comme l'an dernier, il multiplie les places d'honneur dans des épreuves escarpées. Il s'illustre notamment avec l'équipe nationale d'Italie en finissant troisième de la Course de la Paix, manche de la Coupe des Nations espoirs. Au mois d'août, il devient stagiaire au sein de l'équipe Eolo-Kometa. En 2024, il signe également un premier contrat professionnel de deux ans avec la formation italienne.

## Palmarès et résultats

### Palmarès par année
- 2022
  - 3e du Gran Premio La Torre
  - 3e de Bassano-Monte Grappa
  - 3e du championnat d'Italie du contre-la-montre par équipes espoirs
- 2023
  - 1re étape de la Carpathian Couriers Race (contre-la-montre par équipes)
  - GP Gorenjska
  - 3e de la Carpathian Couriers Race
  - 3e de la Course de la Paix-Grand Prix Jeseníky

### Classements mondiaux
| Année                                 | 2022 | 2023 | 2024 |
| ------------------------------------- | ---- | ---- | ---- |
| Classement mondial                    | 849e | 606e | 851e |
| UCI Europe Tour                       | 634e | nc   | nc   |
|                                       |      |      |      |
| Légende : nc = non classéSource : UCI |      |      |      |